# Higanbana no Saku Yoru ni
Higanbana no Saku Yoru ni (彼岸花の咲く夜に, litt. « La nuit où fleurit le lys araignée rouge »), sous-titré The Unforgiving Flowers Blossom in the Dead of Night (litt. « L'épanouissement des fleurs impitoyables au cœur de la nuit »), est un shōnen manga écrit par Ryūkishi07 de 07th Expansion et illustré par Ichirō Tsunohazu, paru dans le Monthly Dragon Age entre avril 2010 et octobre 2012.
07th Expansion adapte le manga en une série de visual novels, le premier ayant été publié le 13 août 2011 au cours du Comiket 80 et le second le 31 décembre 2011 au cours du Comiket 81.

## Trame
Higanbana no Saku Yoru ni se déroule dans une école sans nom et se compose de nombreuses nouvelles indépendantes les unes des autres, chacune racontée du point de vue d'un élève ou d'un membre du personnel de l'école. Ces histoires présentent le harcèlement comme un thème sous-jacent majeur, car le protagoniste de chaque histoire est décrit comme étant soit une victime de harcelement, soit un harceleur lui-même. Higanbana tourne autour d'une série de légendes urbaines causées par des êtres surnaturels appelés yōkai, dont chacun revendique la possession d'un « mystère » particulier et tue quiconque tentant d'investiguer dessus. Il y a un total de sept « mystères » au début de la série, avec de nombreux yōkai se battant les uns contre les autres dans une bataille pour savoir qui possède ces mystères qui est accordée aux sept yōkai qui sortent victorieux du conflit. Les protagonistes des histoires interagissent avec au moins l'un des yōkai de l'école, qui obligent les protagonistes à faire face aux conséquences de leurs actions relatives à tout harcèlement, qu'ils soient harceleur ou harcelé.

### Personnages principaux
Marie Moriya (森谷 毬枝, Moriya Marie)
Marie est la principale protagoniste de la première nouvelle, intitulée Mesomeso-san. Elle est présentée comme une élève qui est constamment harcelée par ses camarades de classe et molestée par son professeur principal dans un l'ancien bâtiment scolaire abandonné proche de son école. Alors qu'elle se lamente de sa situation dans les toilettes du bâtiment, elle devient le sujet d'une huitième légende urbaine impliquant un yōkai nommé « Mesomeso » (dérivé de l'onomatopée japonaise pour sangloter généralement après avoir perdu énormément d'estime de soi ou lorsque l'on a une piètre estime de soi) qui hante les toilettes. Les yōkai de l'école lui offrent la chance de devenir un yōkai afin de remplir un nouveau rang dans leur hiérarchie, ce qu'elle fait après avoir été étranglée à mort par son professeur. En tant que Mesomeso, elle apparaît devant les autres protagonistes de la série pour les soutenir s'ils sont victimes de harcèlement, ou pour les confronter s'ils sont eux-mêmes des harceleurs.
Higanbana (彼岸花)
Higanbana est le troisième yōkai en termes de rang au sein de la hiérarchie de l'école, elle est également connue sous le nom de la « dansante Higanbana ». C'est une très belle fille qui prend la forme d'une poupée occidentale qui siège à l'infirmerie de l'école et, selon sa légende associée, danse seule la nuit. C'est le yōkai qui propose à Marie de devenir Mesomeso et la traite comme son assistante personnelle. Elle tourmente régulièrement des étudiants cruels ou faibles et est décrite comme une antagoniste si elle cible le héros d'une histoire, ou comme une anti-héroïne si elle cible un méchant.

## Contexte
L'origine de Higanbana no Saku Yoru ni remonte à 2006 lorsque Ryūkishi07 commence à écrire une série de light novel intitulé Gakkō Yōkai Kikō: Dai-hachi Kaidan Boshūchū (学校妖怪紀行 第八怪談募集中, litt. Les carnets de l'école des yōkais : Recrutement du huitième mystère), avec des illustrations de Nishieda. Il paraît pour la première fois dans le troisième volume du magazine Dragon Age Pure le 29 novembre 2006. Deux autres chapitres sont sérialisés dans le Dragon Age Pure avant son arrêt : le chapitre deux du volume quatre vendu le 20 avril 2007 et le chapitre trois du volume cinq vendu le 20 juin 2007. Le light novel est adapté en un manga illustré par Rei Izumi intitulé Gakkō Yōkai Kikō: Yō (学校妖怪紀行 ～枼～, litt. Les carnets de l'école des yōkais). Un bref aperçu du manga est apparu dans le cinquième volume de Dragon Age Pure et est interrompu après la parution du premier chapitre dans le sixième volume de Dragon Age Pure le 20 août 2007.

## Médias

### Médias papier
Une adaptation manga écrite par Ryūkishi07 de 07th Expansion et illustrée par Ichirō Tsunohazu, avec un chara-design de Nishieda, est prépublié entre avril 2010 et octobre 2012 dans le Monthly Dragon Age de l'éditeur Fujimi Shobo. Six volumes tankōbon sont publiés entre le 9 novembre 2010 et le 9 février 2013,. Un light novel écrit par Ryūkishi07 avec des illustrations de Tsuitachi Sakuya intitulé Higanbana no Saku Yoru ni est publié par Fujimi Shobo le 20 décembre 2011.

### Visual novels
07th Expansion produit deux visual novels basés sur le manga. Le premier jeu, intitulé Higanbana no Saku Yoru ni: Dai-ichi Yoru (彼岸花の咲く夜に 第一夜, litt. « La nuit où fleurit le lys araignée rouge : Première nuit »), est sorti le 13 août 2011 au Comiket 80 . Le deuxième jeu, sous-titré Dai-ni Yoru (第二夜, litt. « Seconde nuit »), est sorti le 31 décembre 2011 pour le Comiket 81. Contrairement aux séries de jeux précédentes de 07th Expansion Higurashi no Naku Koro ni et Umineko no Naku Koro ni, les deux jeux Higanbana contiennent sept nouvelles et ont à peu près la même durée qu'un tome d'Umineko. Les jeux ont également été distribués par MangaGamer depuis le 7 février 2014, utilisant explicitement le correctif de traduction en anglais. Après la fin de l'accord entre MangaGamer et 07th Expansion, MangaGamer retira les jeux des ventes.
Le portage du premier visual novel sur Nintendo 3DS est publié par FuRyu le 27 juillet 2016 aux côtés de The House in Fata Morgana et World End Economica: Episode 1 en tant que titre uniquement téléchargeable sur l'eShop.